# François Corriveau
Pour les articles homonymes, voir Corriveau.
François Corriveau, né le 7 novembre 1969 à Baie-Comeau, est un avocat et ancien député québécois de l'Action démocratique du Québec (ADQ) de la circonscription de Saguenay (aujourd'hui connue sous le nom de René-Lévesque).

## Biographie

### Jeunesse et formation
Il a fait ses études secondaires à la polyvalente des Baies à Baie-Comeau, son CÉGEP à Baie-Comeau et ses études universitaires à l'Université Laval à Québec, où il obtient un baccalauréat en droit, en 1992. Il est admis au Barreau du Québec en 1993.  
De 1994 à 2002, il occupe de nombreux postes à la Ville de Baie-Comeau. Il est successivement coordonnateur des communications, greffier à la cour municipale, conseiller juridique et greffier adjoint de 1994 à 2002.  
De 1991 à 1997, il est secrétaire du club de voile de Baie-Comeau. 

### Carrière politique
Il fut élu en 2002 lors d'une partielle qui eut lieu le 15 avril. Il devança ses adversaires avec plus de 4000 voies de majorité sur la libérale Isabelle Melançon et sur la péquiste Louise Levasseur. 
Il fut porte-parole adéquiste en matière d'environnement, de sécurité publique, d'affaires municipales et de culture et fut leader de son groupe parlementaire. Il est le premier adéquiste à être élu après son chef Mario Dumont qui siégeait comme seul représentant de l'Action Démocratique du Québec à l'Assemblée Nationale depuis la création du parti en 1994. Sa priorité était la place des régions au Québec. Il fut battu aux élections générales du 14 avril 2003 (un an exactement après son élection) par le péquiste Marjolain Dufour, qui le devance de 1641 voix.
Depuis octobre 2010, il occupe le poste de directeur général de la ville de Baie-Comeau.
Il fait aussi de la sculpture caricaturale. Il a gagné le prix du public du premier festival d'arts visuels juste pour rire en 2000. Il a participé au symposium de peinture de Baie-Comeau ainsi qu'à celui du Carnaval de Québec et a réalisé le buste de bronze du personnage historique Napoléon-Alexandre Comeau qui se retrouve à la maison du patrimoine du même nom située à Baie-Comeau. Il a également réalisé le chapeau de bronze de la statue commémorative du Colonel Robert-R.-McCormick, fondateur de la Ville de Baie-Comeau.
Il est candidat pour le Parti conservateur du Canada dans Manicouagan en 2019, mais il n'est pas élu. 

## Résultats électoraux
|                                                                                               | Nom                          | Parti               | Nombre de voix | %      | Maj.  |
| --------------------------------------------------------------------------------------------- | ---------------------------- | ------------------- | -------------- | ------ | ----- |
|                                                                                               | Marjolain Dufour             | Parti québécois     | 8 997          | 40,9 % | 1 641 |
|                                                                                               | François Corriveau (sortant) | Action démocratique | 7 356          | 33,4 % | -     |
|                                                                                               | François Désy                | Libéral             | 5 215          | 23,7 % | -     |
|                                                                                               | Jean-Pierre Brisson          | Indépendant         | 449            | 2 %    | -     |
| Total                                                                                         | Total                        | Total               | 22 017         | 100 %  |       |
| Le taux de participation lors de l'élection était de 63,1 % et 189 bulletins ont été rejetés. |                              |                     |                |        |       |

|                                                                                               | Nom                | Parti               | Nombre de voix | %      | Maj.  |
| --------------------------------------------------------------------------------------------- | ------------------ | ------------------- | -------------- | ------ | ----- |
|                                                                                               | François Corriveau | Action démocratique | 10 129         | 47,8 % | 4 156 |
|                                                                                               | Isabelle Melançon  | Libéral             | 5 973          | 28,2 % | -     |
|                                                                                               | Louise Levasseur   | Parti québécois     | 5 070          | 23,9 % | -     |
| Total                                                                                         | Total              | Total               | 21 172         | 100 %  |       |
| Le taux de participation lors de l'élection était de 60,4 % et 199 bulletins ont été rejetés. |                    |                     |                |        |       |